# Sven Coster
Sven Erik Coster (Leiden, 2 december 1978) is een Nederlandse zeiler. Hij nam driemaal deel aan de Olympische Spelen, maar won hierbij geen medailles.
Sven Coster komt uit een sportieve familie. Zijn vader Dick Coster was eveneens olympisch zeiler en Svens broer Kalle Coster is dat ook. Op 9-jarige leeftijd nam Sven deel aan zijn eerste zeilwedstrijden. In 1991 won hij zijn eerste wedstrijd.
Zijn olympisch debuut was op de Olympische Spelen van 2004 in Athene. Vier jaar later op Olympische Spelen van Peking werd Sven samen met zijn broer Kalle vierde (gelijk aantal punten met brons) in de 470-klasse. Op de Olympische Zomerspelen 2012 in Londen eindigde hij als twaalfde overall.
Hij is aangesloten bij Watersportvereniging Braassemermeer. Hij studeerde commerciële economie.

## Palmares

### Olympische Spelen
- 6e Olympische Spelen van 2004 in Athene, Griekenland
- 4e Olympische Spelen van 2008 in Peking, China
- 12th Olympische Spelen van 2012 London, England

### Wereldkampioenschappen
- 2007 Cascais, Portugal

### Delta Lloyd Regatta
- Zilver 2002 medemblik Nederland

- 2005 Medemblik, Nederland
- 5e 2008 Medemblik, Nederland

### Kieler week
- 2005 Kiel, Duitsland
- 2006 Kiel, Duitsland

### Rolex Miami OCR
- 2005 Miami, Verenigde Staten

### Sydney International Regatta
- 2007 Sydney, Australië